# Modus tollendo ponens
El modus tollendo ponens (latín: «el modo que, al negar, afirma»)1 también conocido como eliminación de la disyunción o eliminación del «o», abreviado ∨E,  o silogismo disyuntivo  (cabe anotar que para algunos autores son dos reglas diferentes) es, en lógica clásica, una forma de argumento válida que contiene una declaración disyuntiva en una de sus premisas, y en lógica proposicional, una regla de inferencia válida. 
El modus tollendo ponens o silogismo disyuntivo establece que, si se nos dice que al menos una de las dos proposiciones es verdadera; y también se nos dijo que no es la primera la que es verdadera; se puede inferir que debe ser la última la que es verdadera. Es decir, si P o Q es verdadero y P es falso, entonces Q es verdadero.
El modus tollendo ponens puede escribirse formalmente como: 
{\displaystyle {\begin{array}{cl}&P\lor Q\\&\neg P\\\hline \therefore &Q\\\end{array}}}
donde cada vez que aparezcan las instancias de "{\displaystyle P\lor Q}" y "{\displaystyle \neg P}" en las líneas de una demostración, se puede colocar "{\displaystyle Q}" en una línea posterior.

Un ejemplo de modus tollendo ponens o silogismo disyuntivo es:
{\displaystyle P\lor Q}   O el incumplimiento es una violación de seguridad, o no está sujeto a multas.
{\displaystyle \neg P}        El incumplimiento no es una violación de seguridad.
{\displaystyle {\therefore Q}} Por lo tanto, no está sujeto a multas.
La razón por la que esto le llama silogismo disyuntivo es que, primero, es un silogismo - un argumento en tres pasos -, y segundo, contiene una disyunción lógica, que es simplemente el «o» que conecta ambos términos. «P o Q» es precisamente una disyunción. Esta norma permite eliminar una disyunción - el «o» - de una demostración lógica. 
El silogismo disyuntivo está estrechamente relacionado al silogismo hipotético, que es también un tipo de silogismo y una regla de inferencia.

## Notación formal
La regla de Modus Tollendo Ponens puede escribirse en la notación subsiguiente:
{\displaystyle P\lor Q,\lnot P\vdash Q}
donde {\displaystyle \vdash } es un símbolo metalógico que significa que {\displaystyle Q} es una consecuencia sintáctica de {\displaystyle P\lor Q}, y  {\displaystyle \lnot P} en algún sistema lógico;
y expresado como una tautología verdad-funcional o teorema de la lógica proposicional:
{\displaystyle ((P\lor Q)\land \neg P)\to Q}
donde {\displaystyle P} y {\displaystyle Q} son proposiciones expresadas en algún sistema formal.

## Ejemplos de lenguaje natural
He aquí un ejemplo:
Yo elegiré sopa o elegiré ensalada.
No voy a elegir sopa.
Por lo tanto, voy a elegir ensalada.
He aquí otro ejemplo:
Es de color rojo o azul.
No es azul.
Por lo tanto, es de color rojo.

## Disyunción inclusiva y exclusiva
Tener en cuenta que el Modus Tollendo Ponens funciona si «o» se considera una disyunción «exclusiva» o «incluyente». Véase a continuación las definiciones de estos términos.
Hay dos tipos de disyunción lógica:
- inclusiva significa «y/o» - al menos uno de ellos es verdadero, o quizás ambos.
- exclusiva («xor») significa que exactamente uno debe ser verdadero, pero no pueden ser ambos.

El concepto ampliamente utilizado en idioma español de o suele ser ambiguo entre estos dos significados, pero la diferencia es fundamental en la evaluación de argumentos disyuntivos. Es dable marcar la diferencia en el lenguaje natural anteponiendo en el caso de la disyunción fuerte (exclusiva) un «o» antes de P (por ejemplo «té o leche» es incluyente, «o té o café» es excluyente).
Este argumento:
P o Q.
No P.
Por lo tanto, Q.
es válido e indiferente entre ambos significados. Sin embargo, solo en el significado exclusivo está la siguiente forma válida:
o P o Q (exclusivo).
P.
Por lo tanto, no Q.
sin embargo, si el hecho es verdadero no comete la falacia
Con el significado incluyente no es posible dibujar ninguna conclusión a partir de las dos primeras premisas de este argumento. Véase afirmación de una disyunción.

## Formas de argumentos relacionadas
A diferencia modus ponendo ponens y modus ponendo tollens, con el cual no se debe confundir, el Modus Tollendo Ponens muchas veces no hace una regla explícita o axioma de sistemas lógicos, como los argumentos anteriores se pueden probar con una combinación (ligeramente desviada) de reductio ad absurdum y eliminación de la disyunción.
Otras formas de silogismo:
- Silogismo hipotético
- Silogismo categórico

El silogismo disyuntivo se sostiene en la lógica proposicional clásica y la lógica intuicionista, pero no en algunas lógicas paraconsistentes.